# Zabeltitz
Zabeltitz este o comună din landul Saxonia, Germania.